# حرب بن أمية
حرب بن أمية بن عبد شمس الأموي القرشي الكناني، كان سيد كنانة و من حنفاء مكة وأكابرها. وهو والد أبو سفيان وجد معاوية وهو أمير قريش وكنانة، وكان قائد قبائل كنانة في حرب الفجار ضد قبائل قيس عيلانالمضرية. تعلّمَ حربٌ الكتابةَ من أهل الحيرة، وكان حرب وأهلُه سبباً في دخول الكتابة العربية إلى مكة وانتشارها هناك.

## نسبه
أبوه أمية بن عبد شمس بن عبد مناف بن قصي بن كلاب بن مرة بن كعب بن لؤي بن غالب بن فهر بن مالك بن قريش بن كنانة بن خزيمة بن مدركة بن إلياس بن مضر بن نزار بن معد بن عدنان.
أمه ليلى بنت الربيع بن الوليد بن عبد الله بن مالك بن عمرو بن ثابت بن أواس بن نصر بن حجر بن ثعلبة بن مالك بن كنانة.

## سيرته
كان حرب من السادة الأشراف في قومه وكان لعبد المطلب جار يهودي يقال له أذينة يتجر وله مال كثير فغاظ ذلك حرب بن أمية وكان نديم عبد المطلب فأغرى به فتيانا من قريش ليقتلوه ويأخذوا ماله فقتله عامر بن عبد مناف بن عبد الدار وصخر بن عمرو بن كعب التيمي جد أبي بكر رضي الله عنه فلم يعرف عبد المطلب قاتله فلم يزل يبحث حتى عرفهما وإذا هما قد استجارا بحرب بن أمية فأتى حربا ولامه وطلبهما منه فأخفاهما فتغالظا في القول حتى تنافرا إلى النجاشي ملك الحبشة فلم يدخل بينهما فجعلا بينهما نفيل بن عبد العزى العدوي جد عمر بن الخطاب فقال لحرب يا أبا عمرو أتنافر رجلا هو أطول منك قامة وأوسم وسامة وأعظم منك هامة وأقل منك ملامة وأكثر منك ولدا وأجزل منك صفدا وأطول منك مددا وإني لأقول هذا وإنك لبعيد الغضب رفيع الصوت في العرب جلد المريرة لحبل العشيرة ولكنك نافرت منفرا.فغضب حرب وقال «من انتكاس الزمان أن جعلت حكماً» فترك عبد المطلب منادمة حرب وأخذ منه مائة ناقة ودفعها لأهل القتيل.

## تعلمه الكتابة
ذكرَ ابنُ سعد في طبقاته وابنُ أبي شيبة في مصنفه "أخبرنا مالك بن إسماعيل أبو غسان النَّهْدِيّ قال: حَدَثَّنَا حِبَّانُ بن علي العَنَزِيّ عن مُجَالِد بن سعيد عن عامر الشعبى قال: أول مَن كتبَ بالعربية حَرب بن أُميّة بن عبد شمس أبو أبي سفيان، قال: قيل له: ممن تَعَلَّم؟ قال: مِن أهل الحيرة. قيل له: ممن تعلم أهل الحيرة؟ قال: من أهل الأنبار.".

## سبب قول هذا البيت
ذكر السهيلي في كتابه التعريف والإعلام أن أمية بن أبي الصلت أول من قال باسمك اللهم وذكر ثم ذلك قصة غريبة وهو أنهم خرجوا في جماعة من قريش في سفر فيهم حرب بن أمية والد أبي سفيان قال فمروا في مسيرهم بحية فقتلوها فلما أمسوا جاءتهم امرأة من الجان كظهرين في قتل تلك الحية ومعها قضيب فضربت به الأرض حصول نفرت الإبل عن آخرها فذهبت وشردت كل مذهب وقاموا فلم يزالوا في طلبها حتى ردوها فلما اجتمعوا جاءتهم أيضا فضربت الأرض بقضيبها فنفرت الإبل فذهبوا في طلبها فلما أعياهم ذلك قالوا والله هل عندك لما نحن فيه من مخرج فقال لا والله ولكن سأنظر في ذلك قال فساروا في تلك المحلة لعلهم يجدو أحدا يسألونه عما قد حل بهم من العناء إذا نار تلوح على بعد فجاؤها فإذا شيخ على باب خيمة يوقد نارا وإذا هو من الجان في غاية الضآلة والدمامة فسلموا عليه فسألهم عما هم فيه فقال إذا جاءتكم فقل بسمك اللهم فإنها تهرب فلما اجتمعوا وجاءتهم الثالثة والرابعة قال في وجهها أمية بسمك اللهم فشردت ولم يقر لها قرار لكن عدت الجن على حرب بن أمية فقتلوه بتلك الحية فقبره أصحابه هنالك حيث لا جار ولا دار ففي ذلك تقول الجن: وقبر حرب بمكان قفر..وليس قرب قبر حرب قبر

## وفاته
خرج حرب بن أمية على رأس قافلة تجارية متوجهة إلى جنوب بلاد نجد قاصداً ديار بني عبس من غطفان من قيس عيلان وكان ذلك في الشتاء وكان الطقس شديد البرودة، فباغته التعب، فتوقفوا في منتصف الطريق بين مدينة الطائف الحجازية وجنوب بلاد نجد، فتوفي، فدفنوه هناك وعلموا على قبره، وكان ذلك قبل البعثة النبوية بثلاث سنوات.
و قيل أن البيت:
 

## في السينما والتلفزيون
- 1993 : مسلسل الوعد الحق عن السيرة النبوية بطولة عبد الله غيث وحمدي غيث. وقام بدور حرب أبن أمية الممثل عبد الله غيث.